# 荷頓奇遇記
《荷頓奇遇記》（英語：Horton Hears a Who!，又稱）是2008年電腦動畫電影，改編自蘇斯博士創作的同名繪本，藍天工作室第四部長片動畫，也是繼《鬼靈精》和《魔法靈貓》後，第三部改編自蘇斯博士的繪本著作的電影。金·凱瑞、史提夫·卡爾等多位演員配音，繼《鬼靈精》後金·凱瑞再度在蘇斯博士改編電影中擔任主要角色。

## 劇情
一隻充滿愛心且富有想像力，名叫荷頓（金·凱瑞配音）的大象，有天在叢林裡水池沖澡時，漂浮在空氣中灰塵微粒從他面前經過，此時聽到一個細微的聲音從裡頭傳出。荷頓心中相信著或許有微小生物，整個家族都生活在這微粒上面，而後他把微粒停留在象鼻捲住的苜蓿花上。
實際上荷頓發現的灰塵微粒上，的確有個極小的城鎮呼呼鎮（Whoville）居住在上面，呼呼鎮鎮長（史提夫·卡爾配音）和他親愛的老婆莎莉，共有九十六個女兒和一個名叫喬喬（傑西·麥卡尼配音）的兒子，呼呼鎮的傳統是下一任鎮長是由長子來接任，因此鎮長也對喬喬特別的關照；雖然喬喬似乎對父親的期望沒有興趣，但鎮長仍是很努力試著敞開他心房。
荷頓嘗試與呼呼鎮鎮長溝通後，兩人一致同意必須要把呼呼鎮帶到更安全的地方，荷頓找到一個適合不過的地方，那就是叢林裡最高處的山頂上，開始荷頓漫長的旅程。荷頓對著花朵自言自語的行為，也招來袋鼠媽媽的批評，認為此行為會教壞叢林內的孩童，破壞她所訂下的法則，於是三番兩次派出猴子尤莫和禿鷹維拉迪，來搶走他手上的苜蓿花。
在呼呼鎮這邊開始出現奇候異象，鎮長警告大家但是卻沒有人願意相信他，上層官員認為呼呼鎮是個安全的地方。在外面世界荷頓與禿鷹的激烈衝突，也導致呼呼鎮的劇烈搖晃，禿鷹維拉迪最後搶到苜蓿花，把他從山谷上丟到花海當中，絕望的荷頓找了數天在放棄之時，終於找到呼呼鎮那朵苜蓿花。
袋鼠媽媽得知苜蓿花未被摧毀掉，招集叢林裡所有生物來去討伐荷頓，大批鄉民來到把花搶走，將荷頓綁起來關在籠子。而呼呼鎮長也號召鎮民一起製造聲響，發出聲音讓外頭聽到，可惜仍是沒有人聽到。在危急之時，花被丟進油鍋中，鎮長的兒子喬喬跑到頂端奮力一叫衝破雲層，袋鼠媽媽的小孩魯迪聽見立即接住。最後大家都相信微小的灰塵裡也是有生命存在，同樣叫維拉迪的粉紅兔子來送餅乾，鏡頭拉遠，荷頓所生活的叢林也只是宇宙間一個細小微粒。

## 配音員
| 配音            | 配音   | 配音   | 角色                                 |
| 美國            | 台灣   | 香港   | 角色                                 |
| --------------- | ------ | ------ | ------------------------------------ |
| 金·凱瑞         | 吳宗憲 | 葛民輝 | 荷頓（Horton the Elephant）          |
| 史提夫·加維     | 小鐘   | 陳輝虹 | 呼呼城长（Mayor Ned McDodd）         |
| 卡萝尔·伯内特   | 李映淑 | 雷思蘭 | 袋鼠妈妈（Sour Kangaroo）            |
| 威尔·阿奈特     | 符爽   |        | 维拉迪（Vlad Vladikoff）             |
| 塞斯·羅根       | 夏治世 |        | 摩顿（Morton the Mouse）             |
| 丹·富勒         | 徐健春 |        | 呼呼鎮主席（Councilman of Whoville） |
| 丹·富勒         | 康殿宏 |        | 尤莫·維克森（Yummo Wickersham）      |
| 艾拉·費雪       | 錢欣郁 |        | 拉鲁博士（Dr. Mary Lou LaRue）       |
| 喬納·希爾       | 劉傑   |        | 汤米（Tommy）                        |
| 艾米·波勒       | 龍顯蕙 |        | 莎莉（Sally O'Malley）               |
| 潔米·佩絲莉     | 錢欣郁 |        | 奎利甘太太（Mrs. Quilligan）         |
| 查爾斯·奧斯古德 | 胡立成 | 譚炳文 | 旁白（Narrator）                     |
| 傑西·麥卡尼     | 林志玲 | 陳仕文 | 喬喬（JoJo）                         |
| 喬許·弗理特     |        |        | 魯迪（Rudy Kangaroo）                |
| 妮西·納許       | 姜瑰瑾 |        | 葉波小姐（Miss Yelp）                |
| 蘿拉·奧提斯     |        |        | 潔西卡（Jessica Quilligan）          |
| 賽琳娜·戈梅茲   |        |        | 海嘎（Helga）                        |
| 喬伊·金         |        |        | 凱蒂（Katie）                        |
| 比爾·法莫       | 胡大衛 |        | 威力（Willie）                       |

## 發行

### 原聲帶
《荷頓奇遇記》電影中的配樂是由配樂作曲家約翰·包威爾所完成製作。影片最後接近尾聲，角色們一齊同唱快速馬車合唱團知名歌曲“Can't Fight This Feeling”，此版本的歌曲並未收錄在原聲帶中。

## 反響

### 評價
《荷頓奇遇記》得到影評家與觀眾相當良好的評價。根據2008年5月8日的電影評論網站爛番茄，117篇評論當中有78%的影評家給予正面的評價，31篇評論中給予高達84%的高度評價。Metacritic31篇的影評中，平均分數100分拿到71分，得到「普遍喜愛」的評價。然而知名影評家Richard Roeper或Michael Phillips，認為電影太過於延伸，劇本改編不佳，且金·凱瑞配音也沒有完全融入角色之中。

### 票房
《荷頓奇遇記》開映首週北美和加拿大地區，上映3954家戲院中共賺進4501萬美元，估計平均每家戲院賣座1萬1384美元，排行當週票房冠軍，上映第二週仍是票房冠軍，上映3961家戲院中共賺進2459萬美元，估計平均每家戲院賣座6208美元。電影也排進三月份最高票房的第四位，承接於《冰原歷險記》、《冰原歷險記2》和《300壯士》之後。統計至2008年7月20日為止，全球票房共開出295,133,433美元的佳績，當中北美與加拿大地區進帳154,245,889美元，海外其他地區共獲益140,887,544美元，成為2008年戲院上映電影中第一部達到一億票房的電影。
| 上一届： 《史前一萬年》 | 2008年全美週末票房冠軍 3月16日－3月23日 | 下一届： 《決勝21點》       |
| 上一届： 《鬼肢解》     | 2008年台北週末票房冠軍 3月30日          | 下一届： 《三國之見龍卸甲》 |

## 外部連結
- 互联网电影数据库（IMDb）上《荷頓奇遇記》的资料（英文）
- AllMovie上《荷頓奇遇記》的资料（英文）
- Box Office Mojo上《荷頓奇遇記》的資料（英文）
- 爛番茄上《荷頓奇遇記》的資料（英文）
- Metacritic上《荷頓奇遇記》的資料（英文）